# مارشال اتحاد جماهیر شوروی
مارشال اتحاد جماهیر شوروی (روسی: Маршал Советского Союза) بالاترین درجه نظامی در اتحاد جماهیر شوروی سوسیالیستی بود.

نشان مارشال اتحاد جماهیر شوروی

درجه مارشال اتحاد جماهیر شوروی در سال ۱۹۳۵ به‌وجود آمد و در سال ۱۹۹۱ بعد از فروپاشی اتحاد شوروی منحل شد.